# Hypodactylus babax
Espèce
Synonymes
- Eleutherodactylus babax Lynch, 1989

Statut de conservation UICN

 LC  : Préoccupation mineure
Hypodactylus babax est une espèce d'amphibiens de la famille des Craugastoridae.

## Répartition
Cette espèce se rencontre entre 1 200 et 2 200 m d'altitude, :
- en Colombie sur le versant Ouest de la cordillère Occidentale du département d'Antioquia jusqu'au département de Nariño et sur les versants Nord et Est de la cordillère Occidentale dans les départements d'Antioquia et de Caldas ;
- en Équateur dans la province de Pichincha sur le versant Ouest de la cordillère Occidentale.

## Publication originale
- Lynch, 1989 : Intrageneric relationships of mainland Eleutherodactylus (Leptodactylidae). 1. A review of the frogs assigned to the Eleutherodactylus discoidalis species group. Contributions in Biology and Geology, Milwaukee Public Museum, vol. 79, p. 1-25.